# Huari (ciudad)
Huari, fundado como Santo Domingo de Huari el 8 de agosto de 1572, es una ciudad peruana, capital del distrito y de la provincia, localizada en la parte central de la denominada zona de Conchucos en el departamento de Áncash, a 140 km de Huaraz, capital de la región y a 470 km de Lima. Cuenta con una población urbana aproximada de 6700 habitantes al año 2025. Ubicada a una altitud media de 3.149 m s. n. m. Presenta un clima semi frío y lluvioso con temperaturas promedio de 19 °C en verano y 14 °C en invierno.
Cuando el Tahuantinsuyo fue conquistado por los españoles, el pueblo de Huari se fundó como reducción de nativos en 1572, por Alonso de Santoyo y Valverde junto a evangelizadores de la Orden de Santo Domingo, en los dominios de los nativos de Huaritambo. La actividad minera y textil convirtió al pueblo en uno de los asentamientos más importantes de Áncash entre los siglos XVIII y XX. 

## Historia

### Época preinca
La zona de Huari fue habitada por grupos nómadas desde el precerámico temprano, unos 4.000 a. C. como lo atestiguan afloramientos rocosos con pinturas rupestres. Posteriormente, se asentaron pequeños núcleos de pastoreo que servían al centro ceremonial de Chavín de Huántar ubicado a pocos kilómetros de Huari. Chavín fue el centro administrativo y religioso de la cultura chavín, construido y ocupado aproximadamente entre los años 1200 a. C. y 400 a. C. (Formativo Andino). 
Tras el declive y posterior desaparición de la cultura Chavin, la zona continuó habitada por asentamientos de pastores y pequeños agricultores hasta la llegada de un grupo de desplazados desde el sur andino. Según varios cronistas, estos grupos procedían de la región del lago Titicaca o la decaída Wari, en Ayacucho (hacia los siglos X y XI).
Siglos después del establecimiento de las etnias sureñas se conformó el señorío de huari que abarcó territorios de los actuales Huari, Chacas, San Luis y Llamellín. Sus actividades de subsistencia radicaron en el pastoreo de auquénidos y la administración de las rutas de comercio que intercomunicaban la costa y la selva peruana.
Los asentamientos que pertenecían al señorío de Huari formaban parte de un grupo territorial más pequeño dentro de este, llamado allauca huari, conformado por las actuales provincias de Antonio Raimondi y Huari. Hacia el 1300 d. C., el territorio de Huari albergó al menos diez asentamientos que florecieron hasta el inicio de la dominación incaica. La cerámica e idioma de esta región indican influencia y procedencia de etnias norteñas. La aparición del poco frecuente apellido Llashag en Cajamarca y Celendín señala un movimiento migratorio a Conchucos y viceversa a lo largo de la cuenca del río Marañón, lo que pone de manifiesto la gran red comercial y cultural que tenía el señorío de huari.

### Período inca
La dominación incaica se produjo entre 1470 y 1500 aproximadamente, durante el gobierno del Sapa Inca Pachacútec. Los señoríos de huaylas y conchucos fueron incorporados al Tawantinsuyo tras una feroz invasión por parte del inca Cápac Yupanqui, hermano y general del Sapa Inca, quien se vio obligado a replegarse y construir el tambo de Maraycalle en Yauya. El ejército confederado de los Conchucos conformado por los grupos étnicos huari, piscopampas, sihuas, pincos y conchucos dio resistencia a los cuzqueños por varios meses. Según el historiador chacasino Saúl Espinoza Milla, el proceso de dominación incaico fue incompleto, aunque duró casi 100 años. Los españoles llegaron a esta región cuando el proceso de adaptación a la cultura inca aún no había terminado, lo cual explica la diferencia de costumbres, religión e idioma de Áncash con respecto a los cuzqueños.

### Conquista española
El grupo étnico huari se estableció en el sitio denominado Huaritambo o Huarimarca. Este asentamiento se desarrolló a inmediaciones del gran camino inca. El 2 de abril de 1532, los conquistadores Hernando Pizarro y Miguel de Estete guiados por el general atahualpista Chalcuchímac, retornando del saqueo del templo de Pachacámac ingresaron a Huari desde el sur, donde descansaron para continuar su viaje hacia Cajamarca, donde los esperaba Francisco Pizarro.
El cronista Guamán Poma de Ayala, hablando de los tambos de esta región dice: “Huari, con tambo real y casa de Huaina Capac Inca”. Como tierras conquistadas por el inca mencionado, su panaca real se encargó de su administración hasta la llegada de los españoles.

Otro día jueves dos días del dicho mes (abril) partió del pueblo ya dicho (Pingosmarca) por un valle é poblacion é maizales, é fué á dormir a un pueblo bueno que se dice Guary, hasta el qual serian tres leguas de camino, y en la mitad dél hay otra puente de otro rio muy hondable y ahocinado y está muy fuerte por tener muy grandes barrancas en ambas partes.
 Miguel de Estete (1532).

Tras la conquista, Francisco Pizarro adscribió el territorio de Huari a la encomienda de Allauca Huari, que comprendía todo el territorio entre la margen occidental del río Mosna y la Cordillera Blanca. Fue poseedor de esta encomienda, el conquistador Juan Esteban Silvestre, que la poseyó entre 1540 y 1560, año en que la transfirió a la Corona Real bajo el reinado de Felipe II. Desde entonces durante lo que duró el virreinato, Huari pasó a llamarse Huari del Rey. En el documento se menciona a los curacas Guenua, Llanda y Yapia como los gobernantes de los allaucahuari en ese momento.

El Marqués don Francisco Piçarro Adelantado y Capitán General Gobernador en estos Reinos de la Nueva Castilla llamada Piru, por Su Magestad y del su Consejo Real por cuanto vos Juan Estevan […]. A por es bien que sea yo remunerado y gratificado como persona que tanbien a peleado en nombre de Su Magestad vos hasta tanto que se haga el repartimiento general el cacique Guenva con la mitad de los yndios y principales de Guarimarca y el principal della con todos sus yndios y principales y más un principal que se dize Llanda y la mitad del cacique Yapia con todos sus yndios y principales para que os sirvays dellos conforme a los mandamientos y hordenanzas reales de Su Magestad son tanto que dereys al dicho cacique sus mugeres a hijos y los demas yndios de Su Magestad y que seays obligado a  los […] yndustrear en las cosas que manda nuestra Santa Fee Catholica y les hagan dado buen tratamiento donde no cargue sobre vuestra conciencia y no sobre la de Su Magestad misma que en su Real nombre estos depósitos y nombrado a quales para justicia de la dicha ciudad otorgazen esta mi cedula firmada, mostrada vos ponga en la poseción de los dichos yndios y vos amparen en ella sopena de cada quinientos pesos de oro para llamada camara y fisco […] dada en la Ciudad de los Reyes a diez y ocho días del mes de mayo de mill e quinientos y quarenta años dichos yndios puesto conforme […]
 Firman Francisco Pizarro, Bartolomé de Tarazona (1540).

A inicios de la década de 1550, diversas órdenes evangelizadoras ingresaron al territorio de Conchucos, entre ellos los frailes dominicos, quienes construyeron una capilla en Huaritambo. Sin embargo, en 1572, durante el gobierno del virrey Francisco de Toledo, el capitán español Alonso de Santoyo y Valverde y los religiosos, buscaron un sitio de clima más suave y de tierras más fértiles, fundando finalmente el pueblo en su emplazamiento actual, cinco km al sur de Huaritambo. La fundación se llevó a cabo el 8 de agosto de 1572, bajo el patronato de Santo Domingo de Guzmán y la Virgen del Rosario. La reducción indígena sería nombrada Santo Domingo de Huari.
En 1572 el virrey Francisco de Toledo impulsó la fundación de las reducciones de indios, estas fueron poblaciones de nativos con plaza mayor, iglesia, cabildo y solares propios, ya que, hasta entonces la población originaria de los Andes vivía diseminada en pequeños caseríos y dicha medida facilitaba las labores de adoctrinamiento a la fe católica, y a la vez permitía una mejor administración civil por parte de las autoridades coloniales. La fundación del pueblo fue encargada al capitán y adelantado de Huánuco, Alonso de Santoyo y Valverde, los tres pueblos fundados a usanza española ese año fueron Santo Domingo de Huari como cabeza de doctrina, San Gregorio de Huancar y San Juan de Yacya. Participaron en dicho acto, el capitán Santoyo, Gregorio Carhuatocto como curaca de Guancar y evangelizadores dominicos.

El repartimiento de Allauca Guari de la corona real, tiene 826 yndios tributarios y 4240 personas reduzidos en tres pueblos llamados San Gregorio de Guancar, San Juan de Yaquia y Santo Domingo de Guari.
 Martín Enríquez de Almansa - Virrey del Perú. «Relación de oficios que proveen en la gobernación de los reinos y provincias del Perú. (1583).». Consultado el 23 de abril de 2025.

A cinco km existió la hacienda u obraje de Acopalca, administrada por los herederos de Gaspar de Espinosa, el banquero de la conquista; un claro indicio de su importancia lo dio el arzobispo Toribio Alfonso de Mogrovejo en 1593, al anotar que en sus labores se ocupaban 375 indios, y que a su producción concurrían 90 tornos y 3 telares. El pueblo mismo contaba con 1.019 indios, de los cuales eran tributarios 242 y 118 se hallaban reservados para los trabajos públicos.
La economía de Huari durante el periodo colonial se concentró en la textilería y minería, junto a la producción textilera de Aurinja en San Luis, se exportaban textiles que llegaron hasta Bolivia. La enorme producción textilera hizo que los ingresos generados por los obrajes de Acopalca y Aurinja fueran gestionados por la corona española y para 1600 ya se usaba la denominación Huari del Rey en los documentos coloniales. Según el censo efectuado en 1792, los indios eran 396, se registró allí 1,390 mestizos y 90 españoles.

### Independencia del Perú
El reglamento provisional promulgado por José de San Martín el 12 de noviembre de 1821 le dio a la circunscripción de la zona de Conchucos el nombre de partido de Conchucos con capital en Huari. Sin embargo, debido a la envergadura y lo agreste del territorio, el presidente del entonces departamento de Huaylas, Toribio de Luzuriaga, dividió el partido en Conchucos Bajo con capital en Piscobamba, y Conchucos Alto, con capital en Huari, este decreto se realizó de facto. Años después, el 11 de enero de 1828, se oficializa provincia Conchucos Alto y asignan como capital a la villa Huari, ley firmada  por el presidente José de La Mar.
A la ciudad de Huari llegó la carretera en 1935, construida desde Cátac, pasando por el abra de Cáhuish a 4700 m s. n. m.
En 1957 se crea una prelatura con obispado. En 1970 soporta un terremoto, con destrucción de las torres de la catedral y viviendas en un 10%.
En 1945 se oficializa la creación del Colegio Manuel González Prada. Desde la década de 1960 existe un Instituto pedagógico. La ciudad cuenta con hoteles, restaurantes, Internet, estaciones de radio y televisión repetidoras.

### SigloXX

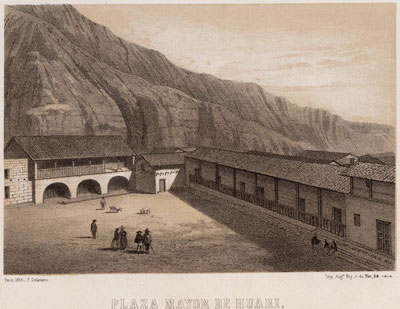
Primera Plaza en el antiguo Huari

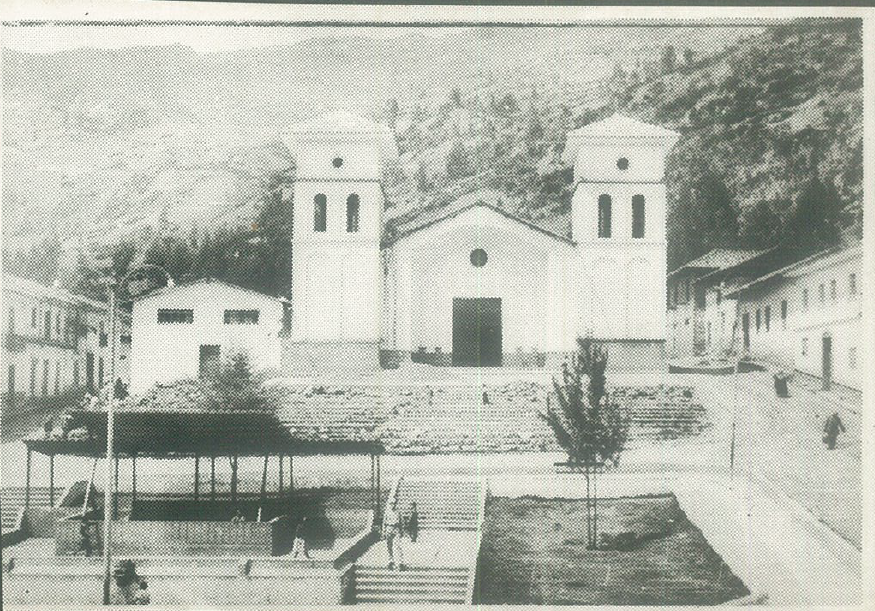
Plaza e iglesia de Huari en 1968.

El año de 1900, Sebastián Víctor Guzmán Alva oriundo de Huaraz y casado con la dama huarina Agripina Barrón Menacho (padres de Eleazar Guzmán Barrón), fundó en su casa el colegio particular de segunda enseñanza “Manuel Gonzáles Prada”, que funcionó hasta el año 1906.
El 19 de marzo de 1908 se creó e inauguró el Centro Escolar de Varones, posteriormente se le denominó Escuela Prevocacional de Varones N.º 341, Centro Educativo N.º 86323-84, y actualmente Institución Educativa Virgen de Fátima. 
El 6 de octubre del año 1927, llegó el primer carro motorizado a la ciudad de Huari, un grupo numeroso de amigos conformado por huaracinos y huarinos emprendieron el viaje y como solo existían ciertos tramos de trochas la unidad vehicular que era de poco peso fue transportada en hombros. 
En los años 40 ante el grave problema de la falta de luz y de solo contar con dispositivos como lámparas de querosene con mecha o velas, se realizaron los primeros intentos por tener iluminación en algunas viviendas familiares de Huari a través de baterías que fueron traídas en acémilas desde Huaraz para el alumbrado de uno o dos ambientes de las casas (casas de Donato Agüero Tafur y Ricardo Bär Morales); luego gracias a las gestiones del Diputado por Huari Wenceslao Barrón Olivas (1939-1945, 1956-1962) se pudo adquirir la maquinaría de una planta eléctrica y su instalación se realizó por gestiones realizadas de otro Diputado por Huari Augusto R. Pretel Vidal (1945-1950), en la parte baja de la ciudad de Huari en el lugar denomina Huayochaca, la planta funcionaba por presión de agua con turbina hidráulica tipo Pelton, cuya potencia eléctrica fue de 50 kilovatios; siendo alcalde de Huari Néstor Vía Rojas, el 1.º de enero de 1950 se inauguró la Central Eléctrica de Huari o “Planta Eléctrica de Huayochaca” a cargo del Ministerio de Fomento y la luz alumbró la Plaza de Armas por vez primera y luego pudo expandirse a las viviendas y el alumbrado público en postes de madera, hecho que la población recibió con entusiasmo y tuvo enorme repercusión en la vida cotidiana de los habitantes de esa época cambiando sus hábitos domésticos y laborales de los huarinos. Posteriormente a causa del sismo del 31 de mayo de 1970 la plata eléctrica sufrió graves daños, creándose la Subestación de Energía Eléctrica de Huari (con motores a petróleo) cuyo servicio era de 6:00 p. m. a 10:00 p. m., finalmente en la producción de energía eléctrica a partir del recurso hídrico, aprovechando la aguas del Río Shashall en el Centro Poblado de Acopalca, en 1994 se inauguró la Central Hidroeléctrica María Jiray, que forma parte de la Empresa Regional de Servicio Público de Electricidad Electronorte, Medio - Hidrandina S.A. con servicio de 24 horas.
El 21 de febrero de 1941 se creó el Colegio Nacional Manuel Gonzáles Prada por Decreto Ley N.º 9343, su gestor fue el diputado Wenceslao Barrón Olivas y el 23 de mayo de 1941 comenzó a funcionar oficialmente en la propiedad de don Francisco Barrón, posteriormente en 1951 se expropió los terrenos de Virá de propiedad de la señora Carmen Angulo viuda de Barrón, por gestión del exdiputado Augusto Pretel Vidal, donde se encuentran actualmente. Su primer director fue el Dr. Froilán Sánchez Larraure y la plana docente estuvo conformada por los profesores: Alejandro Rivera Ramírez, Gerardo Sevilla, Eliseo Pérez Díaz, Luis Serpa Bustios, Federico Palacios Gomero, Arturo Angulo Arana, Gustavo Arribasplata Amez, Alfredo Gonzales y Manuel Vidal Castillo.
El 5 de julio de 1942 se inauguró el “Túnel de Cahuish”, ubicado a la altura de 4516 m s. n. m. y de una longitud de 480 metros, enlaza al Callejón de Huaylas con la zona de Conchucos, estuvo considerado dentro del Plan Vial de 1927 del entonces Presidente del Perú Augusto Bernardino Leguía y Salcedo, a mediados de la década de los 30 se planificó su construcción y los trabajos estuvieron a cargo entre otros de los ingenieros Víctor Vargas García y Benjamín Solís Tovar y como capataz el reconocido artista aijino Jacinto Palacios Zaragoza, se iniciaron las obras por los dos frentes, desde la provincia de Recuay con trabajadores de Cátac y Recuay y desde Huari con trabajadores de Chavín y Tambillos, fue un túnel de una sola vía y carretera afirmada, en la actualidad es un túnel de paso vehicular pavimentado de dos carriles que fue ampliado el año 2011. 
El año de 1945, se pavimentó el Parque Vigil de Huari, posteriormente en los 60s se remodeló y se puso su pileta ornamental por la Escuela Normal Mixta de Huari. En los años cincuenta se instalaron las piletas públicas de agua pero sin alcantarillado. 
El año 1958 se creó la Prelatura Nullius de Huari por el Decreto “Qui Regnum Dei” del 15 de mayo de 1958 durante el pontificado del Papa Pio XII, nombrando primer Obispo Prelado al Monseñor Marcos Libardoni, a su muerte el Papa Pablo VI el 3 de agosto de 1967 nombró al Monseñor Dante Frasnelli Tarter, quien fue consagrado el 1 de noviembre de 1967. El 29 de noviembre de 1959 se rehabilitó la “Sociedad de Tiro de Huari Nº 199” por la Dirección General de Tiro, que 15 años antes había sido cerrada por razones de seguridad nacional, procediendo a la reinscripción de socios que sobrepasó los sesenta, resultando elegidos Presidente el Dr. Manuel Edmundo Pardo Aguilar y Tesorero Fausto B r ä Osorio, el acto de bendición de armas estuvo a cargo del Monseñor Marcos Libardoni y como padrinos los señores: Arturo Angulo Arana y esposa, Isaac Agüero López y esposa, Juan Manuel Llanos, Pedro Rodríguez Veramendi, Pedro Ramos y Constantino Zevallos. (Documentos de la Sociedad de Tiro de Huari N.º 199).
El 28 de marzo de 1961, por gestiones realizadas por el diputado Humberto Oliveros Márquez (1956-1962), se creó el Colegio Nacional de Mujeres “Nuestra Señora del Rosario”, que empezó a funcionar en abril de 1962, estuvo vigente por 12 años porque en 1974 se fusionó con el Colegio Nacional Manuel Gonzales Prada, entre sus directoras destacaron las profesoras: Teresa Fajardo y Bertha Salazar de Guerrero.
Desde 1960, fueron 3 los distritos que se terminaron separándose de Huari: la provincia de Antonio Raimondi creada por Ley N.º 15187 del 26 de diciembre de 1964 con su capital Llamellín, la provincia de Carlos Fermín Fitzcarrald, creada por Ley N.º 23609 del 6 de junio de 1983, con su capital San Luis, y la provincia de Asunción, creada por Ley N.º 23764 del 30 de diciembre de 1983.
La “Escuela Normal Mixta de Huari” se creó en 1964, con la especialidad de Educación Primaria, a raíz del terremoto del 31 de mayo de 1970 y en concordancia con el “Plan de Racionalización de Formación Magisterial”, el gobierno militar del General Juan Velasco Alvarado, por R.M. N.º 885 del 6 de julio de 1970, constituyó la “Escuela Normal Mixta de Huaraz”, fusionando: la Escuela Normal de Mujeres "Mercedes Indacochea Lozano" de Huaraz, la Escuela Normal Particular de Mujeres de Huaraz y la Escuela Normal de Varones “Ignacio Amadeo Ramos Olivera" de Tingua (Yungay); en 1971 se integran las Escuelas Normales de Huari, Chiquián y Pomabamba, quedando de esta manera la Escuela Normal Mixta de Huaraz, como única en el departamento de Ancash, concluyendo de esta manera el ciclo vital de la Escuela Normal Mixta de Huari. Durante el tiempo que estuvo activo fueron: Director: Saturnino Manuel Otárola Cáceres. Profesores: Samuel Vidal Olivas, Godofredo Villavicencio, Pompeyo Mendoza Benítes, Silvio Huertas Asencios, Misael Bazán Pittman, Yoshi Solís Benites, Néstor Vía Rojas (Educación física), Dino Palacios, Rosa Vargas de Cachay, Cayo Manrique Castillo.
La carretera de Huaytuna a Llamellín fue inaugurada el año 1967, mientras que la carretera Huari a San Luis, se inauguró a inicios del año 1968, siendo presidente el arquitecto Fernando Belaúnde Terry en cumplimiento de su promesa electoral. El 12 de junio de 1985, mediante Decreto Supremo N.º 35-85-ED se creó el “Instituto de Educación Superior Pedagógico Público de Huari”, durante el gobierno del arquitecto Fernando Belaúnde Terry, en las especialidades de Educación Inicial, Educación Primaria, Educación Secundaria en las especialidades de: Biología y Química, Matemática, Lengua y Literatura, Historia y Geografía, Educación Física y Computación e Informática. En estos años de vida institucional fueron sus directores: Profesor Placentino Camilo Rodríguez, Licenciado Edwin Alberto Avendaño Hidalgo, Licenciada Bertha Díaz Mendoza, Profesor Marcelo Pedro Agama Ramos, Profesor Malaquías Trujillo Silverio y Mg. Flormila Beatriz Verde Espinoza.

### SigloXXI
El 14 de noviembre del 2001, se inauguró oficialmente las operaciones de la Compañía Minera Antamina S.A., ubicada en la Cordillera Oriental de los Andes, a 25 km de la ciudad de San Marcos, con presencia del Presidente Alejandro Toledo Manrique. El año 2005 se inauguró el asfaltado de la vía Cátac - Chavín - San Marcos - Huari, oficialmente Vía Regional AN105, la vía recorre las provincias de Recuay y Huari y beneficia de manera indirecta a la provincia de Antonio Raimondi, gracias al Fondo de Inversiones para el Desarrollo de Ancash – FIDA, por penalidades derivadas del contrato celebrado con Antamina, posteriormente quedaría intransitable debido al escaso mantenimiento y a las fuertes precipitaciones pluviales, el 2016 se asfaltó nuevamente la vía gracias a la modalidad de obra por impuesto con Antamina, contando en la actualidad con buen mantenimiento.
El 10 de octubre del 2006 se inauguró la Monumental Plaza de Toros de Huari, ejecutada por el gobierno municipal del alcalde César Asencios Villavicencio, apadrinado por el Dr. Max Mallqui Reinoso y Carlos Castillo Presidente del Círculo de Periodistas Taurinos de Lima y con la actuación del torero peruano Paco Céspedes.
El 18 de julio de 2008 se inauguró en el distrito de Chavín el “Museo Nacional Chavín” con el objeto de difundir y promocionar los bienes culturales muebles que fueron recuperados tanto en la zona del monumento arqueológico como aquellos encontrados en el pueblo, el Museo también cumple las funciones de un centro de investigación. 56.- El 1 de marzo de 2013 por Resolución N.º 105-2013-PCSJA se creó la “Sala Superior Mixta Transitoria Descentralizada de Huari”, presidida por Aníbal Gustavo Egúsquiza Vergara e integrada por los Jueces Superiores Marcial Quinto Gomero y Armando Marcial Canchari Ordóñez, con competencia en las provincias de Asunción, Carlos Fermín Fitzcarrald, Huari, Mariscal Luzuriaga y Pomabamba.
El 3 de abril de 2013 por Resolución N.º 865-2013-MPFN al convertir la 2.º Fiscalía Superior Penal de Ancash, se creó la “Fiscalía Superior Mixta de Huari”, a cargo de la Fiscal Superior Mercedes Ebila Pintado Delgado y como Fiscales Adjunto Superiores Reyes Epifanio Ponte Olortegui y Carolina Virginia Gladys Coronel Arce, con competencia en las provincias de Huari, Carlos Fermín Fitzcarrald, Asunción, Pomabamba y Mariscal Luzuriaga, la misma que conocería los casos en materia civil y familia, procesos penales, así como las apelaciones y recursos de queja de los casos que se

## Clima
| Parámetros climáticos promedio de Huari | Parámetros climáticos promedio de Huari | Parámetros climáticos promedio de Huari | Parámetros climáticos promedio de Huari | Parámetros climáticos promedio de Huari | Parámetros climáticos promedio de Huari | Parámetros climáticos promedio de Huari | Parámetros climáticos promedio de Huari | Parámetros climáticos promedio de Huari | Parámetros climáticos promedio de Huari | Parámetros climáticos promedio de Huari | Parámetros climáticos promedio de Huari | Parámetros climáticos promedio de Huari | Parámetros climáticos promedio de Huari |
| Mes                                     | Ene.                                    | Feb.                                    | Mar.                                    | Abr.                                    | May.                                    | Jun.                                    | Jul.                                    | Ago.                                    | Sep.                                    | Oct.                                    | Nov.                                    | Dic.                                    | Anual                                   |
| --------------------------------------- | --------------------------------------- | --------------------------------------- | --------------------------------------- | --------------------------------------- | --------------------------------------- | --------------------------------------- | --------------------------------------- | --------------------------------------- | --------------------------------------- | --------------------------------------- | --------------------------------------- | --------------------------------------- | --------------------------------------- |
| Temp. máx. media (°C)                   | 20.5                                    | 19.8                                    | 20                                      | 20.9                                    | 20.9                                    | 22.2                                    | 22.4                                    | 23                                      | 22.9                                    | 22.1                                    | 21.7                                    | 21.4                                    | 21.5                                    |
| Temp. media (°C)                        | 13.9                                    | 13.7                                    | 13.6                                    | 13.8                                    | 13.1                                    | 12.9                                    | 12.6                                    | 13.2                                    | 14                                      | 14.2                                    | 14.2                                    | 14                                      | 13.6                                    |
| Temp. mín. media (°C)                   | 7.3                                     | 7.6                                     | 7.2                                     | 6.8                                     | 5.4                                     | 3.7                                     | 2.9                                     | 3.4                                     | 5.1                                     | 6.3                                     | 6.7                                     | 6.7                                     | 5.8                                     |
| Fuente: climate-data.org                |                                         |                                         |                                         |                                         |                                         |                                         |                                         |                                         |                                         |                                         |                                         |                                         |                                         |

## Política

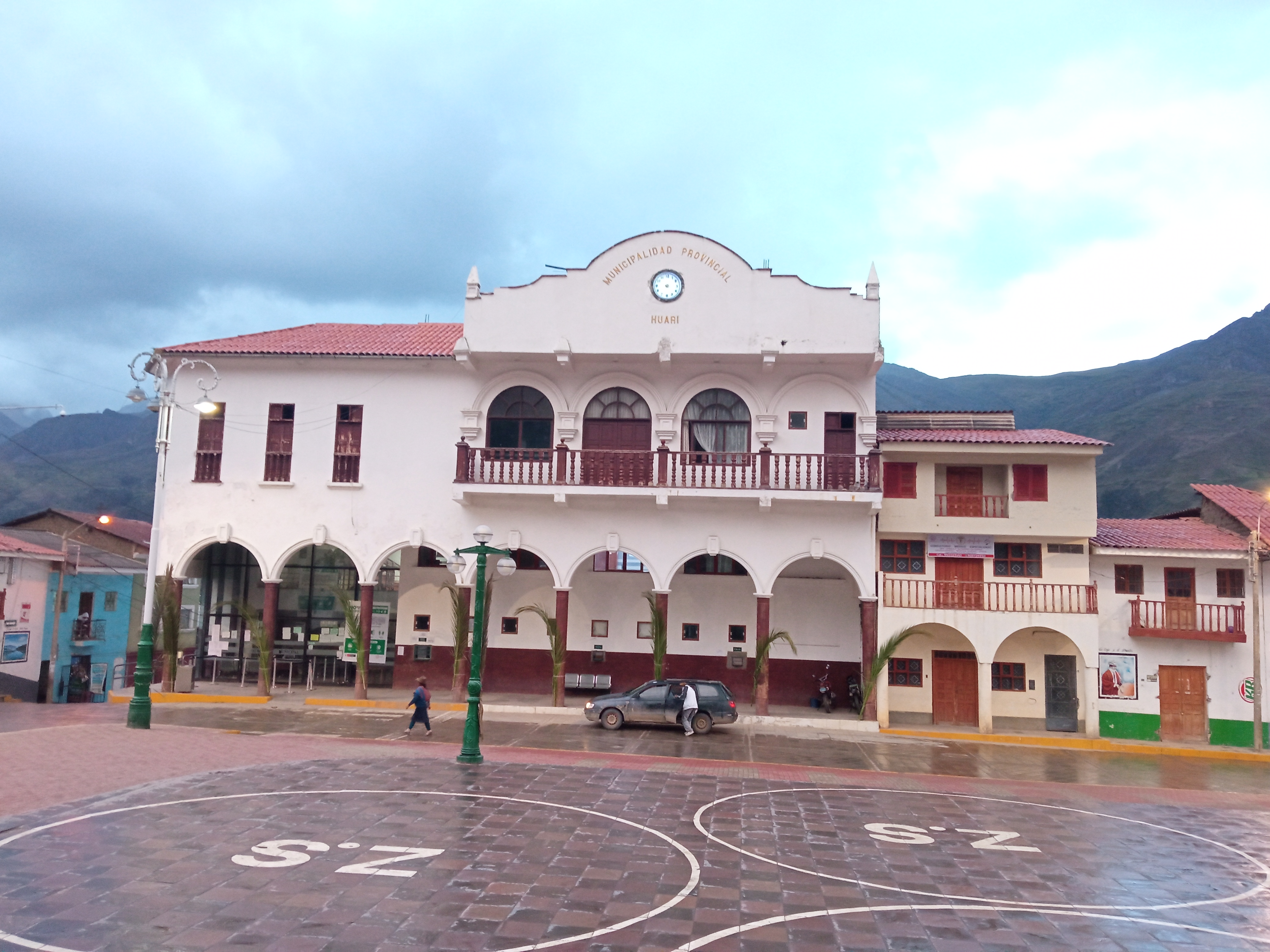
El Palacio Municipal se construyó a inicios de los años 2000.

### Administración municipal y regional
El pueblo como capital de la provincia de Huari es gobernado por la Municipalidad Provincial de Huari, que tiene competencia en todo el territorio de la provincia. Para el período 2023-2026, la municipalidad provincial estará constituida por el alcalde Lorgio Ríos Ocaña.
| Período     | Alcalde                                                                       | Teniente alcalde | Partido Político |
| ----------- | ----------------------------------------------------------------------------- | ---------------- | ---------------- |
| 2007 - 2010 | Edwards Delfio Vizcarra Zorrilla                                              | -                | -                |
| 2011 - 2014 | Teodoro Moisés Acuña Benites                                                  | -                | -                |
| 2015 - 2018 | Alberto Alejandro Trujillo Rojas                                              | -                | -                |
| 2019 - 2022 | Alberto Sánchez Urbizagastegui                                                | -                | -                |
| 2023 - 2026 | Lorgio Ríos Ocaña Presidente de la Mancomunidad Municipal de Conchucos (2023) | -                | -                |

### Otras administraciones
- Subprefectura provincial.
- Dirección Provincial de Educación.
- Juzgado Provincial.
- Unidad de Gestión Educativa Local de Huari:
- Comisaría de Huari.

## Demografía

Los huarinos son descendientes del grupo étnico huari, que habitó las provincias de Asunción, Fitzcarrald, Huari y Raimondi.

La población es principalmente hispanohablante, con una buena proporción que tiene al quechua como segunda lengua. Desde el punto de vista étnico, la población es mestiza, descendientes de las etnias quechua-huari, españoles y portugueses.

## Festividades
Sus Santos Patrones son la Virgen del Rosario (se le llama La Virgen Huarina), cuya fiesta patronal se celebra el 7 de octubre; y Santo Domingo de Guzmán. Festividades religiosas adicionales son la Semana Santa y Corpus Christi.
A los huarinos, en la región, se les denomina " mishicanca", palabra que viene del español mishi o michi, gato y del quechua canca, en español asado; o sea que los huarinos son personas que comen el delicioso gato asado.
Entre los platos tradicionales del distrito destacan el Picante de Cuy (plato tradicional de la culinaria serrana del Perú) y el Llajhuari. El Llajhuari es un plato genuino de Huari, se diría que es precursor de los bufets; es un mini-bufé personal consistente en varios "picantes" servidos en un mismo plato (en el campo son generalmente de madera, llamados "pucu"), acompañado, claro está, de un "poto" (vasija de calabaza o zapallo) de chicha de jora. La palabra quechua llajhuari, traducida al español, querría decir: "algo digno de ser lamido".
Entre su flora y fauna particular se encuentra la Flor de Huagancu, el cóndor, el puma y el oso de anteojos.

## Turismo
- Desde Huari se puede visitar la laguna de Purhuay (7 km, 45 min) Aquí se ofrecen paseos en bote, kayak, área de acampada, senderos para caminar por la orilla, alquiler de bicicletas de montaña y servicios de comida.

- Otro destino importante es la Catarata María Jiray, una cascada a la cual se accede desde Acopalca (2 km de Huari) por un bello sendero de 1 km.

- Huanchac es un centro para la práctica de deportes de aventura, existe una palestra para realizar escalada artificial, así mismo un sistema de cuerdas y poleas para deslizarse a través del valle, también área de recreación para niños.

- A cercanías de Huaritambo se encuentra la Laguna de Reparín y a cercanías de Chinchas, a 4 h de Huari, los restos arqueológicos de Marcajirca, muy conocido por sus chulpas.